# Шугнански хребет
Шугнанският хребет (на руски: Шугнанский хребет) е планински хребет в югозападната част на Памир, разположен на територията на Таджикистан. Простира се от запад на изток на протежение около 80 km, между река Гунт (десен приток на Пяндж) на север и левите ѝ притоци Шахдаря на югозапад и юг и Токузбулак на изток. На югоизток чрез прохода Карагурум се свързва с Южноаличурския хребет. Максимална височина връх Скалисти 5707 m, (37°36′03″ с. ш. 72°13′37″ и. д. / 37.600833° с. ш. 72.226944° и. д.), разположен в северната му част. Втори по височина е връх Шаваш 5321 m. От хребета на север водят началото си къси и бурни леви притоци на Гунт, а на югозапад и юг – десни притоци на Шахдаря (най-голям Дирумдаря). В източната му част, в изворната област на река Токузбулак е разположено високопланинското езеро Турумтайкул. Склоновете му са заети от високопланински степи и пасища, а билните части от вечни снегове и ледници (обща площ 150 km².

## Топографска карта
- J-42-Г М 1:500000[2]
- J-43-В М 1:500000[3]